# Port Wentworth
Port Wentworth is een plaats (city) in de Amerikaanse staat Georgia, en valt bestuurlijk gezien onder Chatham County.

## Demografie
Bij de volkstelling in 2000 werd het aantal inwoners vastgesteld op 3276.
In 2006 is het aantal inwoners door het United States Census Bureau geschat op 3378, een stijging van 102 (3.1%).

## Geografie
Volgens het United States Census Bureau beslaat de plaats een oppervlakte van
42,7 km², waarvan 42,6 km² land en 0,1 km² water. Port Wentworth ligt op ongeveer 7 m boven zeeniveau.

## Plaatsen in de nabije omgeving
De onderstaande figuur toont nabijgelegen plaatsen in een straal van 16 km rond Port Wentworth.